# 184878 Gotlib
184878 Gotlib è un asteroide della fascia principale. Scoperto nel 2005, presenta un'orbita caratterizzata da un semiasse maggiore pari a 2,9546572 UA e da un'eccentricità di 0,1307166, inclinata di 3,14799° rispetto all'eclittica.
Dal 18 giugno al 19 agosto 2008, quando 188847 Rhipeus ricevette la denominazione ufficiale, è stato l'asteroide denominato con il più alto numero ordinale. Prima della sua denominazione, il primato era di 181627 Philgeluck.
L'asteroide è dedicato al fumettista francese Gotlib.